# Mãn Châu
Mãn Châu là một tên gọi ngoại lai cho một số vùng đất lịch sử và địa lý lớn của Trung Quốc và Nga chồng lấn lên nhau ở Đông Bắc Á. Tùy thuộc vào ngữ cảnh, nó có thể nhắc đến
- vùng Đại Mãn Châu, khu vực ở Đông Bắc Á là quê hương của tộc Nữ Chân, là thủy tổ của người Mãn, hiện bị chia cắt giữa Trung Quốc (vùng Đông Bắc Trung Quốc, hoặc "Nội Mãn Châu") và Nga (vùng Ngoại Đông Bắc Trung Quốc, hoặc "Ngoại Mãn Châu");
- nhà Hậu Kim (1616–1636), nhà nước của người Mãn sau phát triển thành đế quốc Đại Thanh (Trung Quốc)
- các tỉnh phía Đông Bắc thời nhà Thanh ban đầu là nơi cư ngụ của người Mãn;
- Mãn Châu Quốc (1932–1945), chính phủ bù nhìn của Đế quốc Nhật Bản dự định là một quốc gia dân tộc của người Mãn (Trung Quốc) song vẫn thuộc Trung Quốc ngày nay hoặc
- (thường gặp nhất) Vùng Mãn Châu của Trung Quốc hoặc vùng Đông Bắc Trung Quốc, gồm ba tỉnh Hắc Long Giang, Cát Lâm, và Liêu Ninh thuộc Trung Quốc.

Được sử dụng lần đầu tiên vào thế kỷ 17 bởi người Nhật, nó vẫn là một thuật ngữ phổ biến ở nhiều nơi nhưng bị phản đối ở Trung Quốc, nơi mà nó gắn liền với chủ nghĩa sô vanh sắc tộc và chủ nghĩa đế quốc Nhật Bản. Đông Bắc Trung Quốc hiện chủ yếu là người Hán và được coi là quê hương của một số nhóm bên cạnh người Mãn, bao gồm cả người Triều Tiên, Tiên Ti, Thất Vi, và Khiết Đan. Khu vực này cũng là nơi có nhiều người Mông Cổ và, ở Nga, là người Nga.

## Ranh giới
Khi nhắc tới Mãn Châu ngày nay thì tuyệt đại đa số người nghĩ tới ba tỉnh Hắc Long Giang, Cát Lâm và Liêu Ninh của Trung Quốc.
Còn về nước Mãn Châu Quốc do đế quốc Nhật Bản lập ra vào thập niên 1930 thì địa giới rộng lớn hơn gom cả Thừa Đức (nay là Hà Bắc) và Hulunbuir, Hưng An, Thông Liêu, và Xích Phong (nay thuộc Nội Mông).

Đối với triều đình nhà Thanh thì Mãn Châu nguyên thủy bao gồm cả Ussuri và Primoskiy Krais và phần phía nam của tỉnh Cáp Nhĩ Tân. Các quận này chiếu theo Hiệp ước Nerchinsk năm 1689 nhà Thanh nhường đứt cho Đế quốc Nga với tên là Nhượng quyền Amur (tiếng Anh: Amur Acquisition) và khẳng định trong những hiệp ước bất bình đẳng Aigun năm 1858 và Công ước Bắc Kinh năm 1860. (Cộng hòa Nhân dân Trung Hoa đã gián tiếp đặt câu hỏi về tính hợp pháp của các hiệp ước này trong những năm 1960 nhưng gần đây đã ký các thỏa thuận như Hiệp ước Hữu nghị Trung-Nga năm 2001, khẳng định hiện trạng; một cuộc trao đổi nhỏ dù vậy đã xảy ra vào năm 2004 tại nơi hợp lưu của các con sông Amur và Ussuri.) Các ý nghĩa khác nhau của Đại Mãn Châu đôi khi còn bao gồm cả đảo Sakhalin, mặc dù không được đề cập đến trong các hiệp ước đã được hiển thị như lãnh thổ Đại Thanh trên các bản đồ về khu vực này của Trung Quốc, Nhật Bản, Nga và Pháp. (Về mặt dân tộc học, hòn đảo đã bị người Ainu chiếm đóng cho đến khi họ bị Liên Xô buộc phải di dời sau năm 1945.)

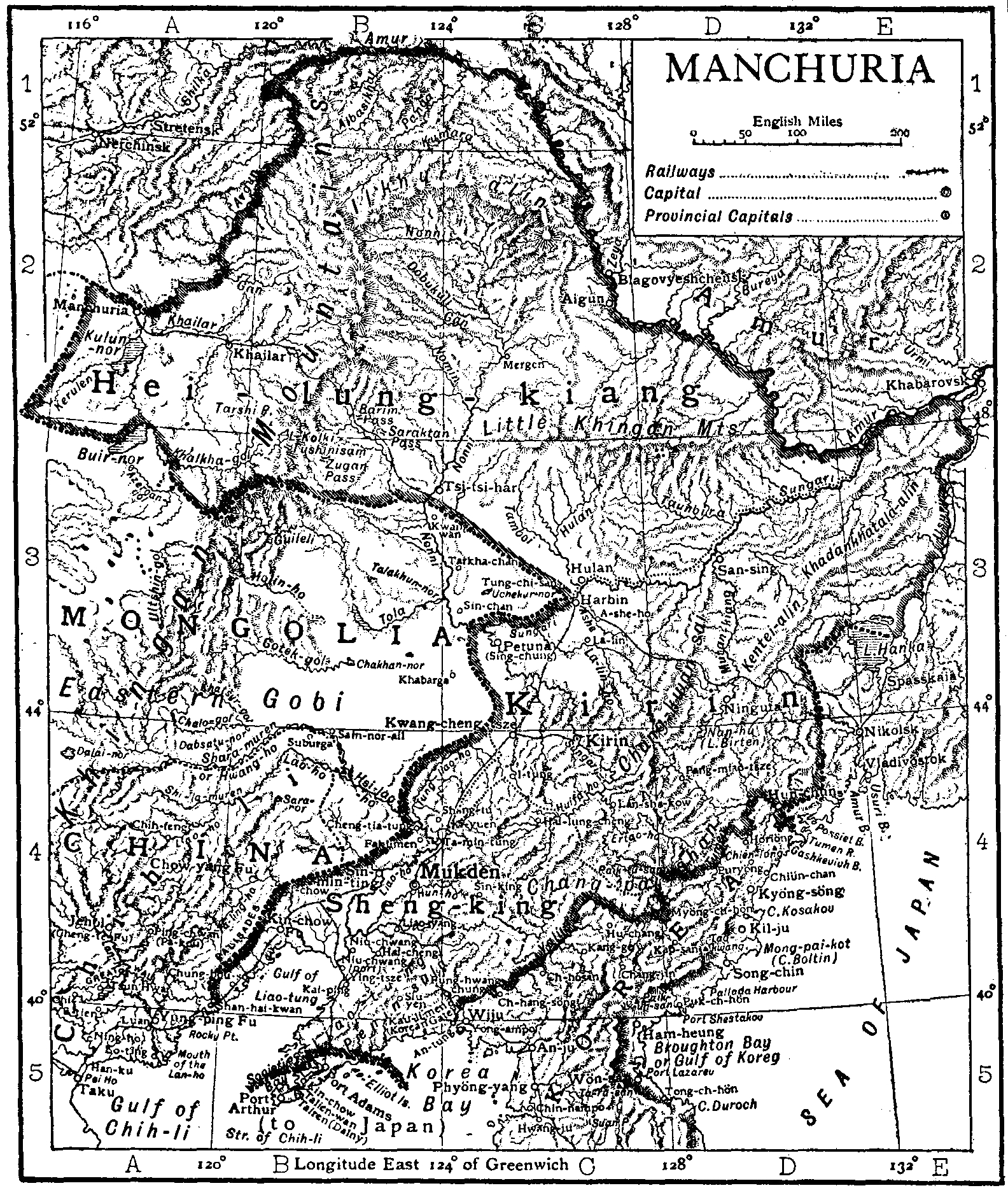
Bản đồ ba tỉnh vùng Đông Bắc Trung Quốc (1911)
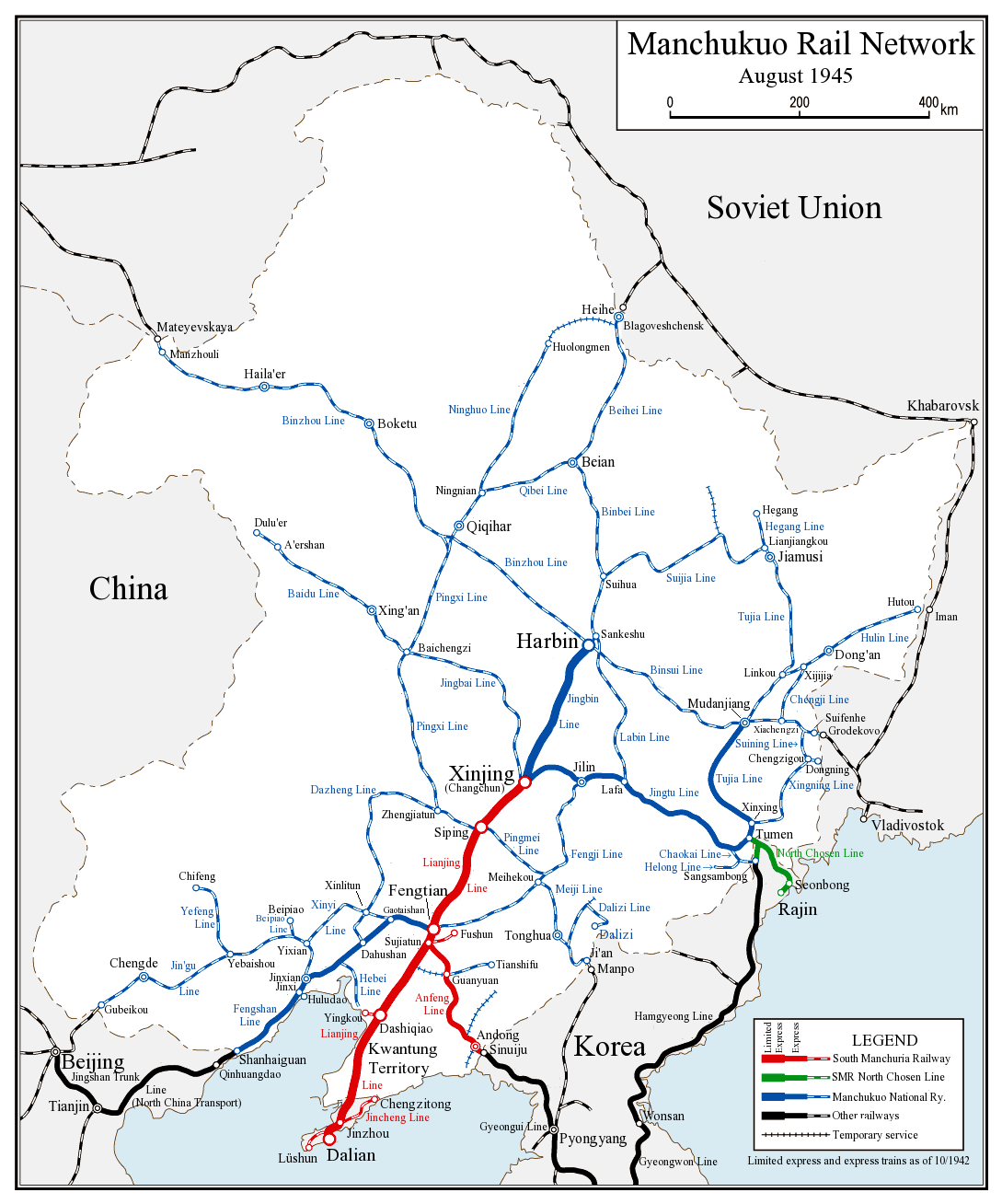
Bản đồ Mãn Châu Quốc và mạng lưới đường sắt, k. 1945
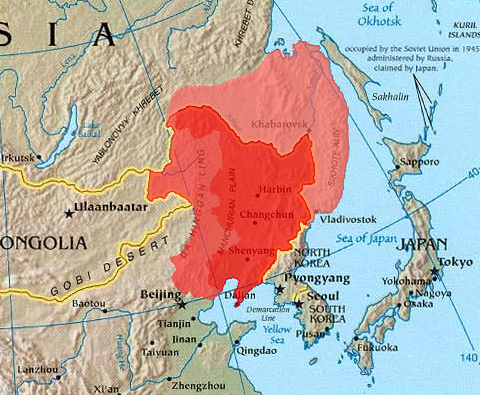
Một bản đồ của Đại Mãn Châu, với Ngoại Mãn Châu bị cắt cho Nga (không kể Sakhalin) tô màu hồng nhạt

## Từ nguyên và các tên gọi

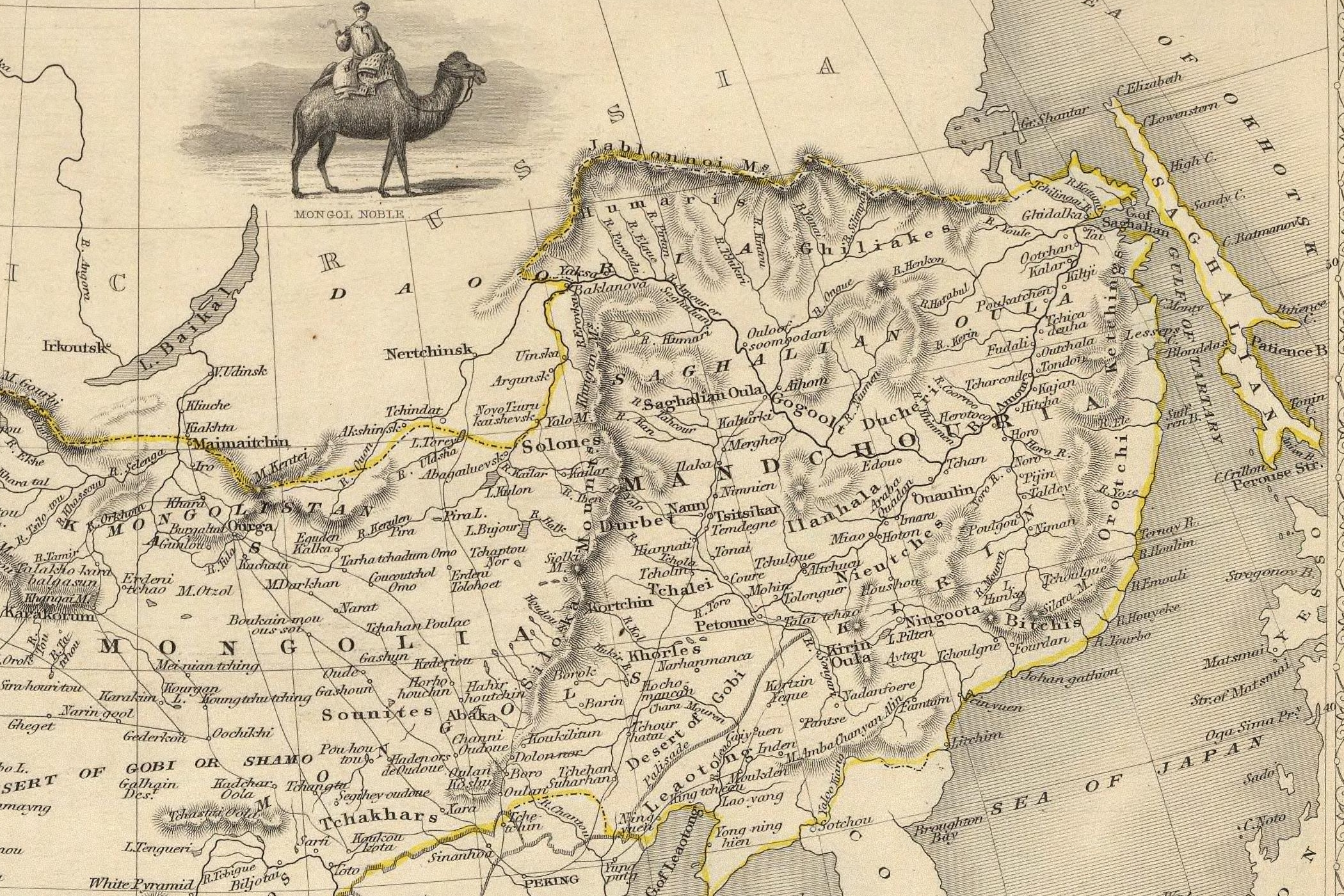
Một trong Những bản đồ sớm nhất của châu Âu sử dụng thuật ngữ "Mãn Châu" (Mandchouria) (John Tallis, 1851). Trước đó, thuật ngữ "'Tartar thuộc Trung Hoa" thường được dùng ở phương Tây để chỉ Mãn Châu và Mông Cổ

"Mãn Châu" ("Manchuria")—xuất hiện trong các ngôn ngữ châu Âu thông qua tiếng Hà Lan—là một từ phỏng dịch gốc Latin của tên địa danh Manshū (満州, "vùng của người Mãn Châu") trong tiếng Nhật, xuất hiện từ thế kỷ 19. Tên gọi Mãn Châu (Manju) đã được Hoàng Thái Cực tạo ra và đặt cho người Nữ Chân vào năm 1635 để làm tên gọi mới cho dân tộc; tuy nhiên, tên gọi "Mãn Châu" không bao giờ được bản thân người Mãn hay nhà Thanh sử dụng để chỉ quê hương của họ. Theo học giả người Nhật Miyawaki-Okada Junko, nhà địa lý học người Nhật Bản Takahashi Kageyasu là người đầu tiên sử dụng thuật ngữ Manshū để gọi địa danh trong Nippon Henkai Ryakuzu vào năm 1809, và người phương Tây tiếp nhận tên gọi trên thông qua tác phẩm này. Theo Mark C. Elliott, thuật ngữ Manshū lần đầu tiên xuất hiện như một địa danh trong tác phẩm Hokusa Bunryaku năm 1794 của Katsuragawa Hoshū, trong hai bản đồ, "Ashia zenzu" và "Chikyū hankyū sōzu", cũng được tạo bởi Katsuragawa. Manshū sau đó được dùng là tên địa danh trong nhiều bản đồ của người Nhật hơn, như các bản của Kondi Jūzō, Takahashi Kageyasu, Baba Sadayoshi và Yamada Ren, và những bản đồ này đã được đưa đến châu Âu bởi một người Hà Lan, Philipp von Siebold. Theo Nakami Tatsuo, Philip Franz von Siebold là người đã sử dụng thuật ngữ Manchuria cho người châu Âu sau khi mượn từ tiếng Nhật, người đầu tiên sử dụng nó theo nghĩa địa lý trong thế kỷ 18. Theo Bill Sewell, chính những người châu Âu đã bắt đầu sử dụng tên Manchuria (Mãn Châu) để chỉ địa điểm này và đó là "không phải là một thuật ngữ địa lý xác thực". Nhà sử học Gavan McCormack đồng ý với tuyên bố của Robert H. G. Lee rằng "Thuật ngữ Manchuria hoặc Man-chou (Mãn Châu) là một sáng tạo hiện đại được sử dụng chủ yếu bởi người phương Tây và người Nhật Bản", với McCormack viết rằng thuật ngữ Mãn Châu có bản chất đế quốc và không có "ý nghĩa chính xác", kể từ khi người Nhật cố tình thúc đẩy việc sử dụng "Mãn Châu" làm tên địa lý để thúc đẩy ly khai khỏi Trung Quốc vào thời điểm họ đang thiết lập quốc gia bù nhìn Mãn Châu Quốc. Người Nhật có động cơ riêng của họ khi cố tình truyền bá cách sử dụng thuật ngữ Mãn Châu. Nhà sử học Norman Smith đã viết rằng "Thuật ngữ 'Mãn Châu' là một thuật ngữ gây tranh cãi". Giáo sư Mariko Asano Tamanoi nói rằng bà "nên sử dụng thuật ngữ trong dấu ngoặc kép" khi đề cập đến Mãn Châu. Trong luận án năm 2012 về tộc Nữ Chân để lấy bằng Tiến sĩ Triết học về Lịch sử của Đại học Washington, Giáo sư Chad D. Garcia lưu ý rằng việc sử dụng thuật ngữ "Mãn Châu" không được ưa chuộng trong "thực hành học thuật hiện nay" và ông đã ngừng sử dụng thuật ngữ này, thay vào đó sử dụng cụm từ "vùng Đông Bắc" hoặc đề cập đến các đặc điểm địa lý cụ thể.
Ở châu Âu thế kỷ 18, khu vực sau này được gọi là "Mãn Châu" thường được gọi là "Tartar [thuộc Trung Hoa]". Tuy nhiên, thuật ngữ Mãn Châu (Mantchourie trong tiếng Pháp) bắt đầu xuất hiện vào cuối thế kỷ này; các nhà truyền giáo Pháp đã sử dụng nó sớm nhất là năm 1800. Các nhà địa lý học người Pháp là Conrad Malte-Brun và Edme Mentelle đã thúc đẩy việc sử dụng thuật ngữ Mãn Châu (Mantchourie trong tiếng Pháp), cùng với "Mông Cổ", "Kalmykia", v.v., bởi tính chính xác hơn thuật ngữ chính xác hơn thuật ngữ Tartar, trong công trình nghiên cứu địa lý thế giới của họ xuất bản năm 1804.

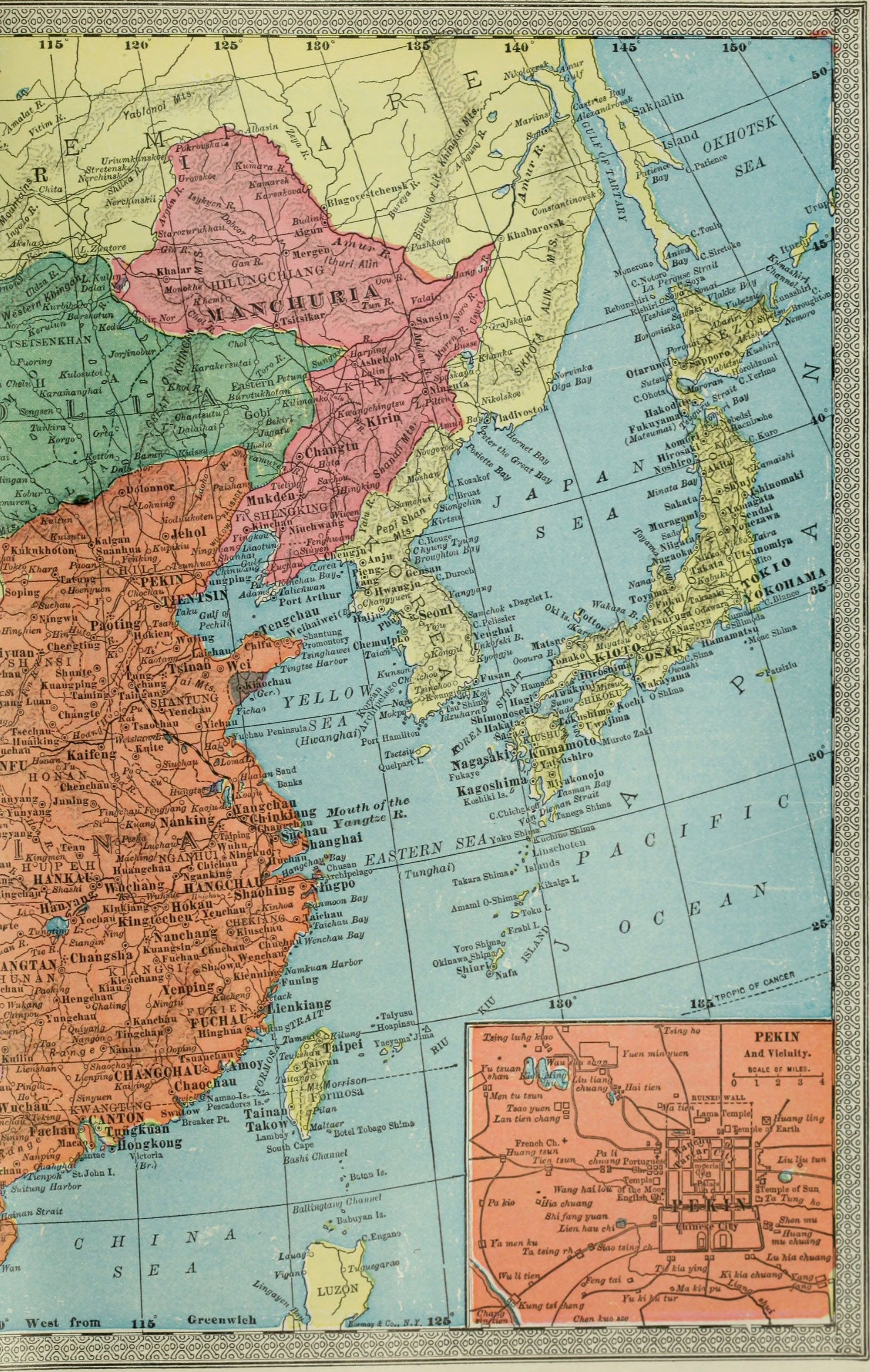
Bản đồ Mãn Châu thập niên 1900, màu hồng

Trong tiếng Trung Quốc ngày nay, một cư dân của vùng Đông Bắc được gọi là một "người Đông Bắc" (东北人; Dōngběirén). "Người Đông Bắc" là một thuật ngữ thể hiện toàn bộ khu vực, bao gồm lịch sử và các nền văn hóa khác nhau. Tuy nhiên, nó thường được giới hạn ở "Ba tỉnh miền đông" hoặc "Ba tỉnh Đông Bắc", tuy vậy loại trừ vùng Đông Bắc Nội Mông. Ở Trung Quốc, thuật ngữ Mãn Châu (phồn thể: 滿洲; giản thể: 满洲; bính âm: Mǎnzhōu) ngày nay hiếm khi được sử dụng, và thuật ngữ này thường liên quan một cách tiêu cực đến di sản của đế quốc Nhật Bản và nhà nước bù nhìn Mãn Châu Quốc.
Mãn Châu cũng được gọi là Quan Đông (phồn thể: 關東; giản thể: 关东; bính âm: Guāndōng), nghĩa là "phía đông cửa ải", và tương tự là Quan Ngoại (關外; 关外; Guānwài; "phía ngoài cửa ải"), nhắc đến Sơn Hải quan ở Tần Hoàng Đảo, ngày nay thuộc Hà Bắc, ở tận cùng phía Đông dãy Vạn Lý Trường Thành. Cách sử dụng này được thấy trong thành ngữ Sấm Quan Đông (nghĩa là "Ào ạt đổ vào Quan Đông") đề cập đến sự di cư hàng loạt của người Hán đến Mãn Châu trong thế kỷ 19 và 20. Tên gọi Quan Đông sau đó được sử dụng hẹp hơn cho khu vực Quan Đông Châu thuộc Bán đảo Liêu Đông. Không nhầm lẫn với tên gọi tỉnh phía Nam Quảng Đông.
Trong triều đại nhà Thanh, khu vực này được gọi là "ba tỉnh miền đông" (phồn thể: 東三省; giản thể: 东三省; bính âm: Dōngsānshěng; Manchu ᡩᡝᡵᡤᡳ
ᡳᠯᠠᠨ
ᡤᠣᠯᠣ, Dergi Ilan Golo) kể từ năm 1683 khi Cát Lâm và Hắc Long Giang bị tách ra mặc dù mãi đến năm 1907, chúng mới được chuyển thành các tỉnh thực sự. Những người đứng đầu của ba khu vực là Tổng đốc Hắc Long Giang (Sahaliyan Ula i Jiyanggiyūn), Tổng đốc Cát Lâm (Girin i Jiyanggiyūn), và Tổng đốc Thịnh Kinh (Mukden i Jiyanggiyūn). Khu vực Mãn Châu sau đó được chính quyền nhà Thanh chuyển đổi thành ba tỉnh vào năm 1907. Kể từ đó, cụm từ "Ba tỉnh Đông Bắc" đã được chính quyền nhà Thanh ở Trung Quốc sử dụng để chỉ khu vực này, và chức vị Tổng đốc Ba tỉnh Đông Bắc (dergi ilan goloi uheri kadalara amban) được thành lập để phụ trách các tỉnh này. Sau cuộc cách mạng năm 1911, dẫn đến sự sụp đổ của triều đại nhà Thanh do người Mãn thành lập, tên của khu vực nơi người Mãn bắt nguồn được gọi là "vùng Đông Bắc" trong các tài liệu chính thức của nhà nước Trung Hoa Dân Quốc mới thành lập, bên cạnh " Ba tỉnh Đông Bắc ".
Trong triều đại nhà Minh, khu vực nơi tộc Nữ Chân sinh sống được gọi là Nô Nhi. Nô Nhi là khu vực của Cát Lâm hiện đại ở Mãn Châu.

## Địa lí và khí hậu
Mãn Châu bao gồm chủ yếu phần phía Bắc của khu vực nền cổ Hoa Bắc, có dạng hình phễu, một khu vực rộng lớn với những tầng đất đá có niên đại Tiền Cambri được cày xới và bao phủ trải dài trên một diện tích 100 triệu hecta. Nền cổ Hoa Bắc là một lục địa độc lập vào trước kỷ Tam Điệp và được biết đến là lục địa ở phía cực bắc thế giới trong kỷ Than Đá. Dãy Đại Hưng An ở phía Tây và một dãy núi có niên đại từ kỷ Jura được hình thành do sự va chạm của nền cổ Hoa Bắc với nền cổ Siberia, đánh dấu giai đoạn cuối cùng của sự hình thành của siêu lục địa Pangaea.

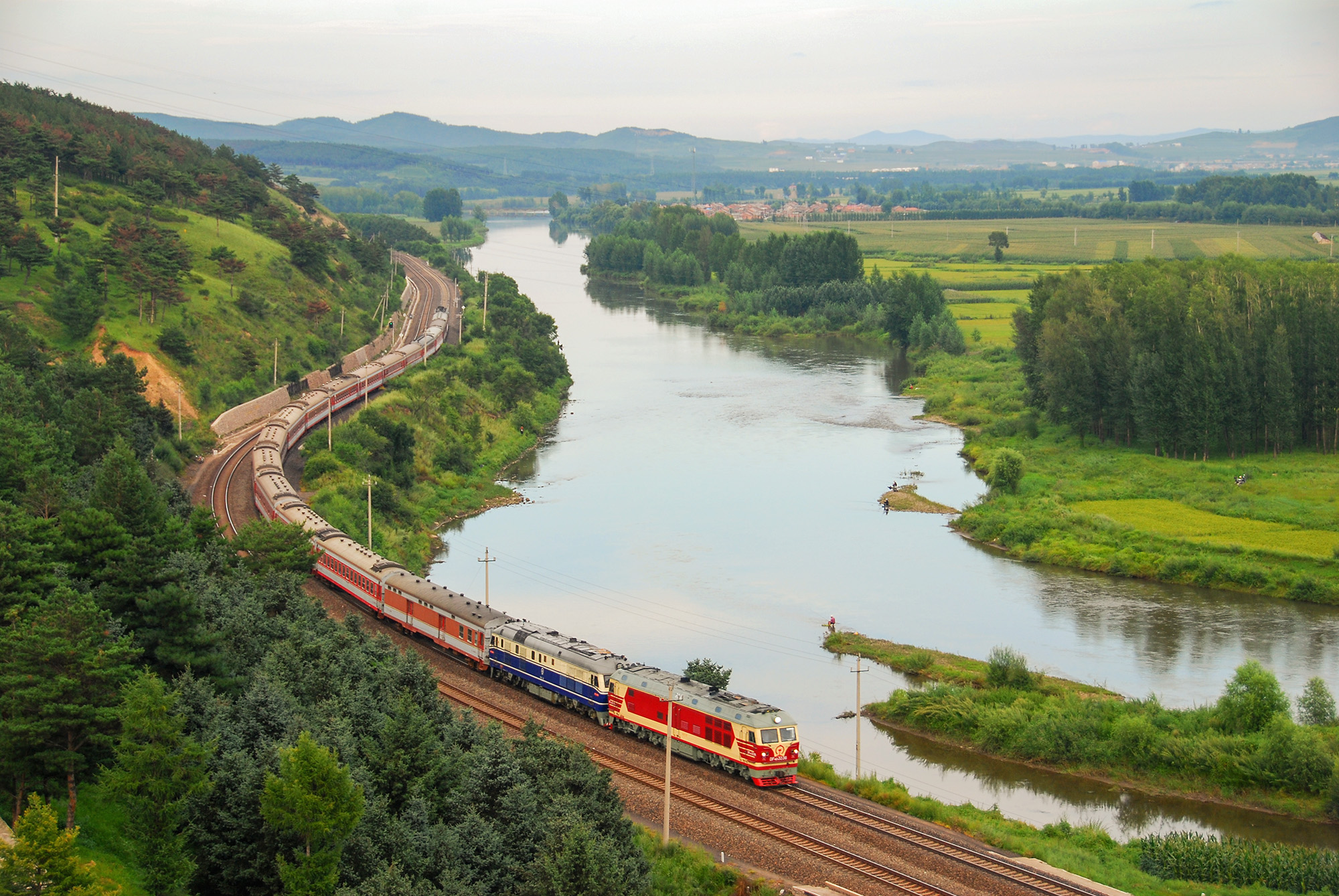
Sông Hải Lãng gần thành phố cấp huyện Hải Lâm, tỉnh Hắc Long Giang

Không có phần lục địa nào của Mãn Châu bị đóng băng trong kỷ Đệ Tứ, nhưng địa chất bề mặt của hầu hết các phần địa hình thấp hơn và màu mỡ hơn của Mãn Châu bao gồm các lớp hoàng thổ rất sâu, được hình thành do sự di chuyển của bụi và hạt đất sét (till) bởi gió cho đến khi các hạt hình thành ở các vùng băng giá của dãy Himalaya, Côn Lôn và Thiên Sơn, cũng như các sa mạc Gobi và Taklamakan. Các loại đất chủ yếu là đất giàu chất hữu cơ (mollisol) và các loại đất màu mỡ khác (entisol), ngoại trừ ở những vùng núi cao hơn, nơi chúng là các địa hình orthent phát triển kém, cũng như ở phía cực bắc, nơi xảy ra băng vĩnh cửu và orthel chiếm ưu thế.
Khí hậu của Mãn Châu có sự tương phản cực đoan theo mùa, từ khí hậu ẩm ướt, gần như nhiệt đới vào mùa hè đến khí hậu Bắc cực có gió và khô vào mùa đông. Mô hình này xảy ra bởi vì vị trí của Mãn Châu trên ranh giới giữa vùng đất liền lục địa Á-Âu và Thái Bình Dương rộng lớn gây ra sự đảo ngược gió mùa hoàn toàn.
Vào mùa hè, khi mặt đất tăng nhiệt độ nhanh hơn đại dương, áp thấp hình thành ở châu Á và gió ấm, ẩm từ nam đến đông nam mang theo mưa lớn, sấm sét, mang lại lượng mưa hàng năm từ 400 mm (16 in) hoặc ít hơn ở phía tây, đến hơn 1.150 mm (45 in) trên dãy núi Trường Bạch. Nhiệt độ vào mùa hè trải từ rất ấm áp đến nóng, với cực đại trung bình tháng 7 dao động từ 31 °C (88 °F) ở phía Nam đến 24 °C (75 °F) ở cực Bắc. Ngoại trừ ở phía bắc xa gần sông Amur, độ ẩm cao gây ra sự khó chịu lớn vào thời điểm này trong năm.
Tuy nhiên, vào mùa đông, vùng khí áp cao Siberia rộng lớn gây ra những cơn gió rất lạnh, từ bắc đến bắc có nhiệt độ thấp tới −5 °C (23 °F) ở cực Nam và −30 °C (−22 °F) ở phía bắc nơi vùng băng vĩnh cửu không liên tục đến phía bắc Hắc Long Giang. Tuy nhiên, vì gió từ Siberia cực kỳ khô, tuyết chỉ rơi vào một vài ngày mỗi mùa đông và không bao giờ quá dày. Điều này giải thích tại sao các vĩ độ tương ứng của Bắc Mỹ bị đóng băng hoàn toàn trong thời kỳ băng hà của Đệ tứ trong khi Mãn Châu, dù lạnh hơn, vẫn luôn quá khô để tạo thành sông băng – một trạng thái được tăng cường bởi gió tây mạnh hơn từ bề mặt dải băng ở châu Âu.

## Lịch sử

### Thời trung cổ

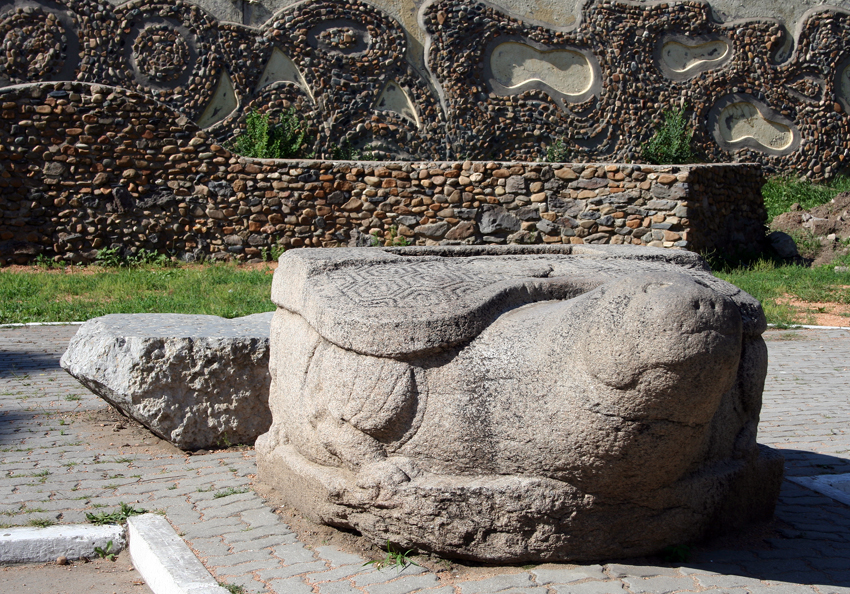
Rùa đá ở Ussuriysk, di tích thế kỷ 12 của bộ tộc Nữ Chân

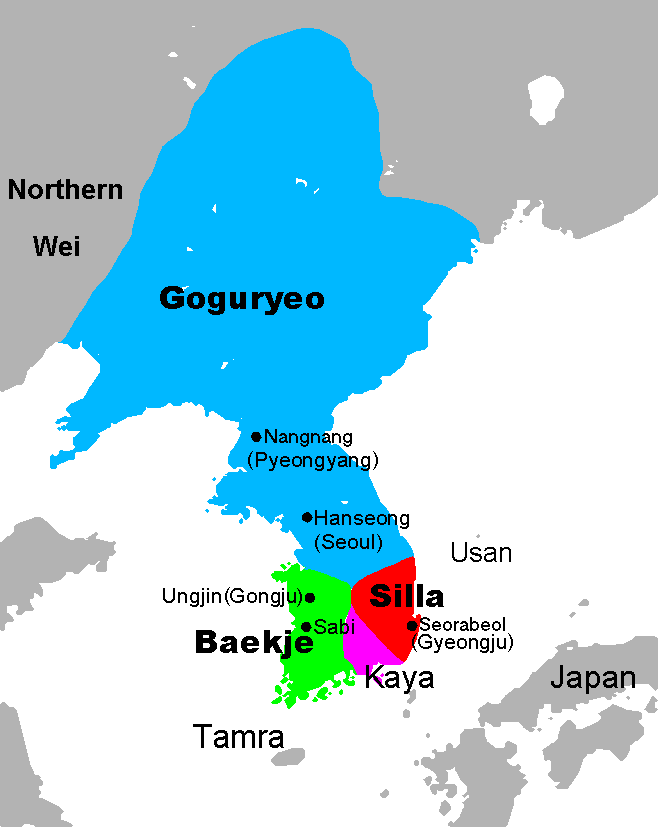
Triều Tiên tam quốc chiếm khoảng một nửa diện tích Mãn Châu, thế kỷ thứ 5 sau Công nguyên

Mãn Châu là quê hương của một số nhóm dân tộc, bao gồm người Triều Tiên, Mãn, Mông Cổ, Nanai, Nivkh, và có thể cả người Đột Quyết và Nhật Bản. Nhiều nhóm dân tộc và vương quốc tương ứng của họ, bao gồm Túc Thận, Đông Hồ, Tiên Ti, Ô Hoàn, Mạt Hạt, Khiết Đan và Nữ Chân đã nắm quyền kiểm soát ở Mãn Châu. Các vương quốc khác nhau nói ngôn ngữ Triều Tiên như Cổ Triều Tiên, Phù Dư, Cao Câu Ly và Bột Hải cũng được thành lập ở phần lớn của khu vực này. Vào những thời điểm khác nhau, các triều đại nhà Hán, Tào Ngụy, Tây Tấn, Đường và một số vương quốc nhỏ khác của Trung Quốc đã thiết lập quyền cai trị ở một số vùng của Mãn Châu, và trong một số trường hợp có quan hệ chư hầu với các dân tộc trong khu vực. Các phần của vùng Tây Bắc Mãn Châu nằm dưới sự kiểm soát của Hãn quốc Đột Quyết.

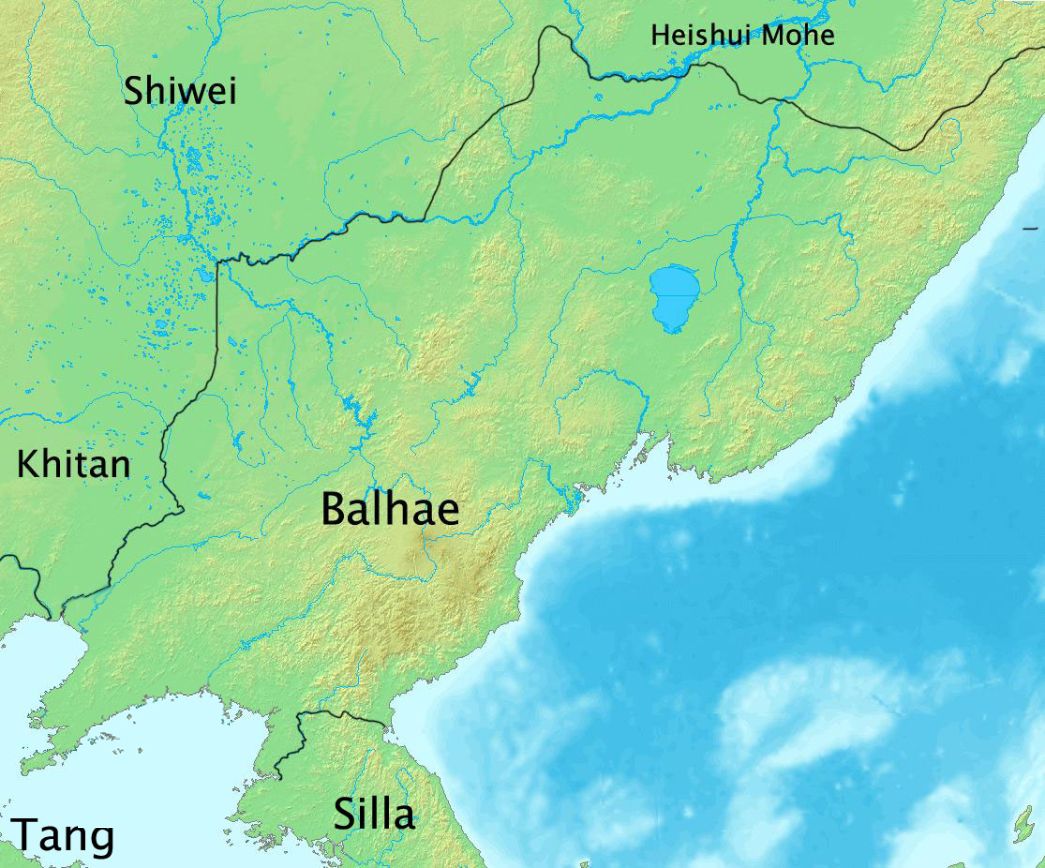
Vương quốc Bột Hải thời kỳ lớn nhất thế kỷ IX

Một số nhà ngôn ngữ học nổi tiếng thế giới, bao gồm Tiến sĩ Kim Bang-han, Alexander Vovin, và J. Marshall Unger đề cập đến Ngữ hệ Cao Câu Ly và một số ngôn ngữ thuộc Ngữ hệ Triều Tiên khác như Uế Mạch (Ye-Maek) hoặc Phù Dư (Buyeo) là tiếng Triều Tiên cổ một cách rõ rệt. Theo một số nhà ngôn ngữ học, quê hương ngôn ngữ của Triều Tiên nguyên thủy nằm ở đâu đó tại Mãn Châu. Sau đó, những người nói ngôn ngữ Triều Tiên vốn đã có mặt ở vùng phía bắc Triều Tiên bắt đầu mở rộng về phía nam, thay thế hoặc đồng hóa những người nói theo ngữ hệ Nhật Bản và có khả năng gây nên sự di cư trong thời kỳ Yayoi. Whitman (2012) gợi ý rằng người Triều Tiên tiền sử đã di cư xuống khu vực phía nam của Bán đảo Triều Tiên vào khoảng năm 300 trước Công nguyên và cùng tồn tại với hậu duệ của những người nông dân ở thời kỳ Vô Văn (Mumun) nói tiếng Nhật (hoặc đồng hóa họ). Cả hai đều có ảnh hưởng lẫn nhau và "hiệu ứng người sáng lập" (founder effect) sau đó làm giảm đi sự đa dạng bên trong của cả hai họ ngôn ngữ.
Cùng với triều đại nhà Tống ở phía nam, người Khiết Đan ở Nội Mông đã tạo ra vương triều nhà Liêu trong khu vực, nơi tiếp tục kiểm soát các khu vực lân cận của miền Bắc Trung Quốc. Nhà Liêu là quốc gia đầu tiên kiểm soát toàn bộ Mãn Châu.

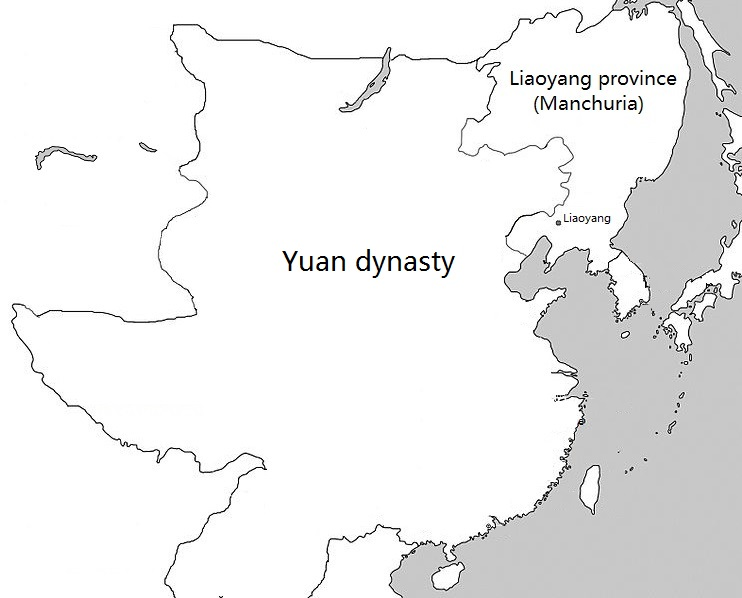
Tỉnh Liêu Dương thời nhà Nguyên bao gồm cả phần phía Bắc của Triều Tiên

Triều đại Mãn Thanh vào khoảng năm 1820. Mãn Châu là quê hương của người Nữ Chân, sau trở thành người Mãn Châu.

Vào đầu thế kỷ 12, người Nữ Chân gốc Tungus, vốn là các chư hầu của nước Liêu, đã lật đổ vương triều Đại Liêu và thành lập nhà Đại Kim, tiếp tục kiểm soát các bộ phận của miền Bắc Trung Quốc và Mông Cổ sau một loạt các chiến dịch quân sự thành công. Trong triều đại nhà Nguyên (1271–1368)), Mãn Châu được quản lý trong tỉnh Liêu Dương. Năm 1375, Nạp Ha Xuất (Naghachu), một tù trưởng Mông Cổ của triều đại Bắc Nguyên tại Mông Cổ ở tỉnh Liêu Dương đã xâm chiếm Liêu Đông, nhưng sau đó đã đầu hàng triều đại nhà Minh vào năm 1387. Để bảo vệ các khu vực biên giới phía bắc, nhà Minh đã quyết định "bình định" người Nữ Chân để đối phó với các vấn đề với tàn dư nhà Nguyên dọc biên giới. Nhà Minh củng cố kiểm soát Mãn Châu dưới thời Minh Thành Tổ (1402–1424), thành lập Nô Nhi can đô chỉ huy sử ti. Bắt đầu từ những năm 1580, một thủ lĩnh bộ tộc Kiến Châu Nữ Chân là Nỗ Nhĩ Cáp Xích (1558–1626) bắt đầu hợp nhất các bộ lạc Nữ Chân của khu vực. Trong nhiều thập kỷ tiếp theo, người Nữ Chân nắm quyền kiểm soát phần lớn Mãn Châu. Năm 1616, Nỗ Nhĩ Cáp Xích thành lập triều Hậu Kim, sau trở thành triều đại nhà Thanh. Nhà Thanh đã đánh bại liên minh Evenk-Daur do chỉ huy Bombogor người Evenk dẫn đầu và chặt đầu Bombogor vào năm 1640, với kết cục là quân đội nhà Thanh tàn sát và trục xuất người Evenk và sáp nhập những người sống sót vào Bát Kỳ.

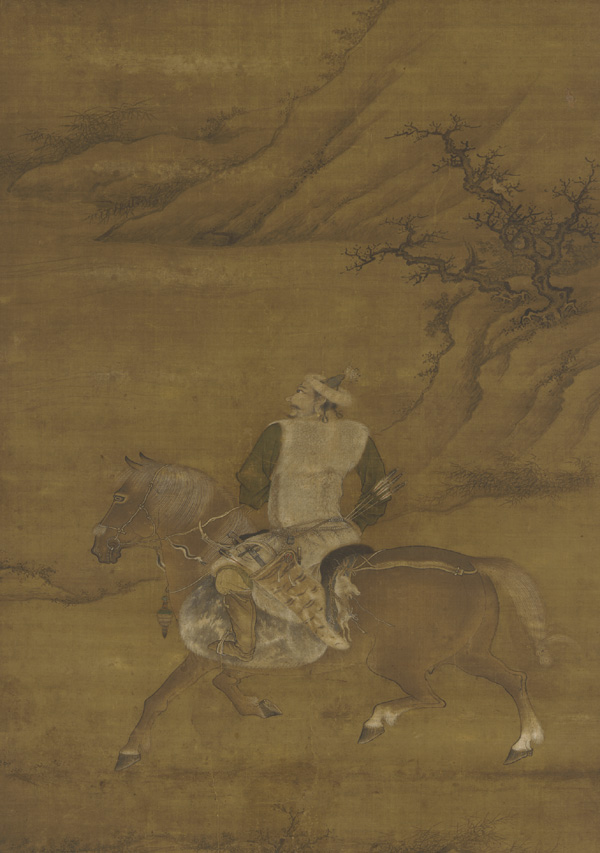
Một người đàn ông dân tộc Nữ Chân cưỡi ngựa săn bắn, từ một bức tranh thủy mặc và màu thế kỷ 15 trên lụa

Ảnh hưởng về văn hóa và tôn giáo của Trung Quốc như Tết Nguyên đán, "thần" của Trung Quốc, các họa tiết như rồng, xoắn ốc, và cuộn, nông nghiệp, chăn nuôi, phương pháp sưởi ấm, và hàng hóa vật chất như nồi sắt, lụa và bông được truyền bá trong cộng đồng những người bản địa Amur bao gồm người Udeghe, Ulchsky và Nanai.
Năm 1644, sau khi thủ đô Bắc Kinh của nhà Minh bị quân nổi dậy cướp phá, người Nữ Chân (nay gọi là người Mãn) đã liên minh với tướng quân Ngô Tam Quế và giành quyền kiểm soát Bắc Kinh, lật đổ triều Đại Thuận ngắn ngủi và thiết lập triều đại nhà Thanh (1644–1912) trên toàn cõi Trung Hoa. Cuộc chinh phạt Trung Hoa của người Mãn Châu đã giết chết hơn 25 triệu người. Liễu Điều biên là một hệ thống mương và kè được xây dựng bởi triều đại nhà Thanh trong thế kỷ 17 sau đó để hạn chế sự di chuyển của thường dân Hán vào Cát Lâm và Hắc Long Giang. Chỉ có quân Bát Kỳ, bao gồm cả quân lính Trung Quốc, được phép định cư tại Cát Lâm và Hắc Long Giang.
Sau khi chinh phục nhà Minh, nhà Thanh thường xác định nhà nước của họ là "Trung Quốc" (中國, Zhongguo; "vương quốc trung tâm"), và gọi nó là "Dulimbai Gurun" ("vương quốc trung tâm") trong tiếng Mãn. Trong Thanh thực lục, đất của nhà Thanh (bao gồm Mãn Châu và Tân Cương ngày nay, Mông Cổ, Tây Tạng) do đó được xác định là "Vương quốc Trung Hoa" trong cả tiếng Trung và tiếng Mãn trong phần lớn các trường hợp, trong khi thuật ngữ này đề cập đến đến các tỉnh truyền thống của Trung Quốc được người Hán cư trú trong số trường hợp còn lại. Người ta cũng thường sử dụng thuật ngữ "Trung Quốc" (Zhongguo, Dulimbai gurun) để chỉ nhà Thanh trong các tài liệu chính thức, điều ước quốc tế và đối ngoại. Trong các tài liệu ngoại giao, thuật ngữ "tiếng Trung Quốc" (Dulimbai gurun i bithe) dùng để chỉ các ngôn ngữ tiếng Trung, tiếng Mãn và tiếng Mông Cổ, và thuật ngữ "người Trung Quốc" (中國人 Zhongguo ren; tiếng Mãn: Dulimbai gurun i niyalma) dùng để chỉ toàn bộ đối tượng người Hán, Mãn và Mông Cổ của nhà Thanh. Các vùng đất ở Mãn Châu đã được nhà Thanh tuyên bố rõ ràng thuộc về "Trung Quốc" (Zhongguo, Dulimbai gurun) trong các sắc lệnh của nhà Thanh và trong Điều ước Nerchinsk.
Tuy nhiên, thời gian cai trị của nhà Thanh đã chứng kiến một số lượng lớn dân cư người Hán tràn vào định cư trái phép và hợp pháp vào Mãn Châu để canh tác đất đai, vì chủ nhà người Mãn mong muốn nông dân Hán thuê đất của họ và trồng ngũ cốc, hầu hết những người di cư gốc Hán không bị đuổi đi như khi họ đi qua Vạn Lý Trường Thành và Liễu Điều biên, trong thế kỷ thứ mười tám, người Hán đã canh tác 500.000 ha đất thuộc sở hữu tư nhân ở Mãn Châu và 203.583 ha đất là một phần của các phủ của quan lại, bất động sản của quý tộc, và đất đai của quân Bát Kỳ, trong các đồn trú và thị trấn ở Mãn Châu, chiếm 80% dân số.
Nông dân người Hán được nhà Thanh tái định cư từ phía bắc Trung Quốc đến khu vực dọc theo sông Liêu để khôi phục lại đất canh tác. Đất đai bỏ hoang được những người Hán khai hoang ngoài những người Hán khác thuê đất từ địa chủ người Mãn.
Mặc dù chính thức cấm người Hán định cư ở đất của người Mãn và Mông Cổ, đến thế kỷ 18, nhà Thanh đã quyết định cho người Hán tị nạn từ các tỉnh miền bắc Trung Quốc đang phải chịu nạn đói, lũ lụt và hạn hán vào định cư tại Mãn Châu và Nội Mông, để người Hán sẽ chăm bón 500.000 ha diện tích đất canh tác của Mãn Châu và hàng chục ngàn hécta ở Nội Mông vào những năm 1780. Hoàng đế Càn Long cho phép nông dân người Hán chịu thiệt hại vì hạn hán chuyển tới Mãn Châu, mặc dù ông đã ban hành sắc lệnh ủng hộ cấm họ từ 1740 đến 1776. Người Hán sau đó đã ồ ạt đổ vào Mãn Châu, theo cả các cách hợp pháp và bất hợp pháp, qua Vạn Lý Trường Thành và Liễu Điều biên. Nông dân tá điền người Hán đã thuê hoặc thậm chí tuyên bố quyền sở hữu đất đai từ "đế quốc" và đất đai của quân Bát Kỳ người Mãn trong khu vực. Bên cạnh việc di chuyển vào khu vực Liêu ở phía nam Mãn Châu, con đường nối Cẩm Châu, Phụng Thiên, Thiết Lĩnh, Trường Xuân, Hô Luân và Ninh Cổ Tháp đã được người Hán tới định cư dưới thời Càn Long, và người Hán chiếm phần lớn dân cư ở các khu vực đô thành của Mãn Châu vào năm 1800. Để tăng doanh thu của ngân khố hoàng gia, nhà Thanh đã bán những vùng đất trước đây chỉ thuộc sở hữu của người Mãn dọc theo sông Tùng Hoa vào đầu triều đại của Hoàng đế Đạo Quang, và người Hán đã chiếm lấy hầu hết các thị trấn của Mãn Châu vào những năm 1840, theo Abbe Huc.

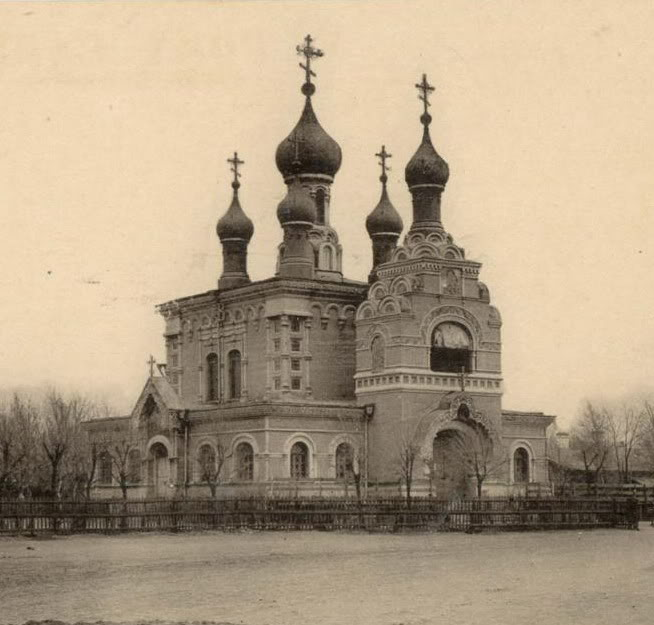
Nhà thờ Chính thống giáo Nga xây ở Cáp Nhĩ Tân, k. 1900

Cuộc chinh phạt Siberia của Nga đã gặp phải sự kháng cự của người bản địa đối với người Cossack Nga, đã đè nát lực lượng người bản địa. Cuộc chinh phạt Siberia và Mãn Châu cũng dẫn đến sự lây lan của các bệnh truyền nhiễm. Nhà sử học John F. Richards đã viết: "... Những căn bệnh mới làm suy yếu và làm nản lòng người dân bản địa Siberia. Điều tồi tệ nhất trong số đó là bệnh đậu mùa "vì sự lây lan nhanh chóng, tỷ lệ tử vong cao và sự biến dạng vĩnh viễn của những người sống sót."... Vào những năm 1690, dịch bệnh đậu mùa đã khiến số lượng người Yukagir giảm đi khoảng 44%." Dưới bàn tay của những kẻ như Vasilii Poyarkov năm 1645 và Yerofei Khabarov năm 1650, một số tộc người như người Daur ở Nội Mông và Tân Cương đã bị giết bởi người Cossack Nga, đến mức được một số tác giả hiện đại coi là hành vi diệt chủng. Người Daur ban đầu bỏ hoang ngôi làng của họ kể từ khi họ nghe về sự tàn ác của người Nga khi lần đầu tiên Khabarov đến. Lần thứ hai người này đến, người Daur quyết định chiến đấu chống lại người Nga, vốn bị gọi một cách khinh miệt là "râu đỏ", nhưng bị tàn sát bởi súng ống hiện đại của quân đội. Người Cossack Nga bị người bản địa Amur gọi là la sát (羅剎), sau khi Quỷ được tìm thấy trong thần thoại Phật giáo, vì sự tàn ác của họ đối với người bộ lạc Amur, những người là đối tượng của nhà Thanh. Sự thịnh vượng của Nga về Chính thống giáo Đông phương đối với các dân tộc bản địa dọc theo sông Amur được xem là mối đe dọa của nhà Thanh.

Năm 1858, đế chế Mãn Thanh trên đà suy yếu đã buộc phải nhượng vùng đất Mãn Châu ở phía bắc Amur cho Nga theo Hiệp ước Aigun. Năm 1860, tại Hiệp ước Bắc Kinh, người Nga đã có được một miếng bánh diện tích Mãn Châu lớn hơn, nằm phía đông sông Ussuri. Kết quả là, Mãn Châu được chia thành một nửa của Nga được gọi là "Ngoại Mãn Châu" và một nửa còn lại của Trung Quốc được gọi là "Nội Mãn Châu" thường được gọi là "Mãn Châu" tại Trung Quốc. Do kết quả của các Hiệp ước Aigun và Bắc Kinh, Trung Quốc đã mất đi con đường thông thương tiến ra Biển Nhật Bản.

### Sau năm 1860
Nội Mãn Châu cũng chịu ảnh hưởng mạnh mẽ từ Nga với việc xây dựng tuyến đường sắt Đông Trung Quốc qua Cáp Nhĩ Tân đến Vladivostok. Trong phong trào Sấm Quan Đông, nhiều nông dân người Hán, chủ yếu từ bán đảo Sơn Đông đã di cư tới đây. Đến năm 1921, Cáp Nhĩ Tân, thành phố lớn nhất miền bắc Mãn Châu, đã có dân số lên đến 300.000 người, trong đó có 100.000 người Nga. Nhật Bản đã thay thế ảnh hưởng của Nga ở nửa phía nam của Nội Mãn Châu, là hệ quả của Chiến tranh Nga-Nhật trong các năm 1904–1905. Hầu hết các chi nhánh phía nam của Đường sắt Đông Trung Quốc đã được chuyển từ Nga sang Nhật Bản, và trở thành Đường sắt Nam Mãn Châu. Ảnh hưởng của Nhật Bản mở rộng đến Ngoại Mãn Châu sau Cách mạng Nga năm 1917, nhưng Ngoại Mãn Châu đã quay trở lại sự kiểm soát của Liên Xô vào năm 1925. Mãn Châu là một khu vực quan trọng do tài nguyên thiên nhiên phong phú bao gồm than đá, đất đai màu mỡ và đa dạng các loại khoáng sản. Đối với Nhật Bản trước Thế chiến II, Mãn Châu là một nguồn cung nguyên liệu thiết yếu. Nếu không chiếm được Mãn Châu, người Nhật có lẽ đã không thể thực hiện kế hoạch chinh phục Đông Nam Á hoặc mạo hiểm tấn công Trân Châu Cảng và Đế quốc Anh năm 1941.

Được biết, trong số quân lính Bát Kỳ, cả người Mãn và người Trung Quốc (Hán quân) ở Ái Hồn, Hắc Long Giang trong những năm 1920, sẽ hiếm khi kết hôn với thường dân người Hán, nhưng họ (quân Bát Kỳ người Mãn và người Trung Quốc) sẽ chủ yếu kết hôn với nhau. Owen Lattolas đã ghi chép lại rằng trong chuyến viếng thăm Mãn Châu tháng 1 năm 1930, ông đã nghiên cứu một cộng đồng ở Cát Lâm (Kirin), nơi cả quân Bát Kỳ người Mãn và người Trung Quốc đều định cư tại một thị trấn tên là Ô Lạp Nhai (Wulakai), và cuối cùng là quân Bát Kỳ người Trung Quốc không thể phân biệt được với người Mãn vì họ đã bị Mãn hóa (đồng hóa) một cách hiệu quả. Dân số người Hán đang trong quá trình tiếp thu và hòa trộn với họ khi Latt Morph viết bài báo của mình.

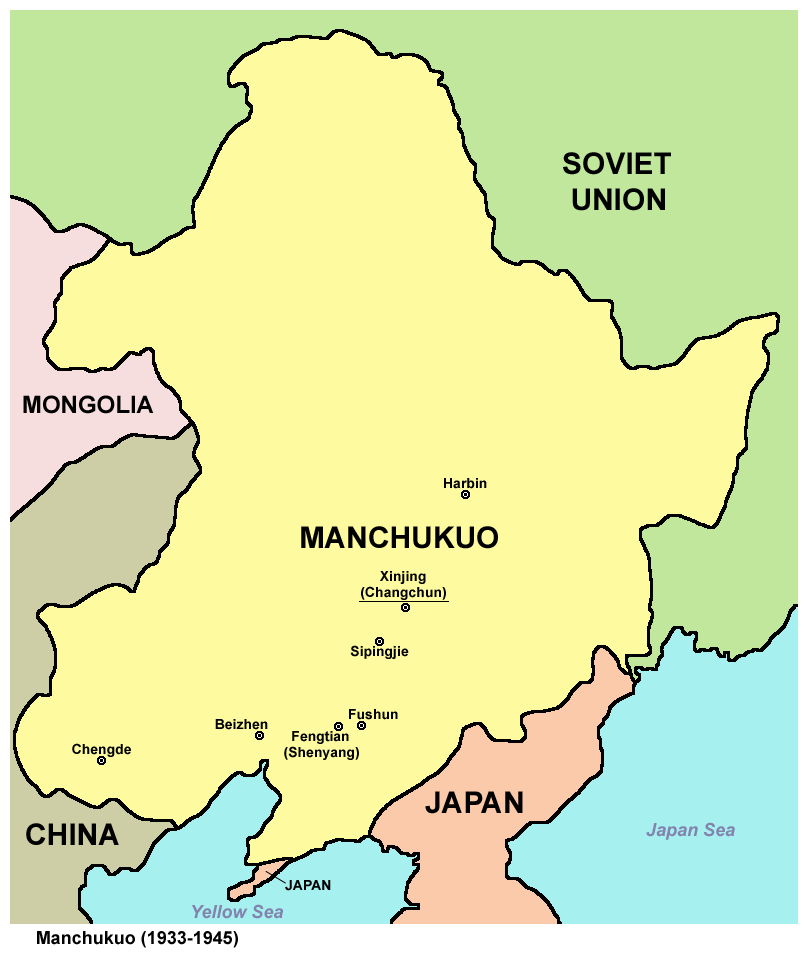
Bản đồ Mãn Châu Quốc (1933–1945)

Trong khoảng thời gian Thế chiến thứ nhất, Trương Tác Lâm tự khẳng định mình là một nguyên soái mạnh mẽ với tầm ảnh hưởng với hầu hết khu vực Mãn Châu. Trong thời kỳ cầm quyền của ông, nền kinh tế Mãn Châu phát triển vượt bậc, được hỗ trợ bởi sự di cư của người Hoa từ các vùng khác của Trung Quốc. Người Nhật đã ám sát ông vào ngày 2 tháng 6 năm 1928, trong sự kiện được gọi là Sự kiện Hoàng Cô Truân. Sau sự kiện Phụng Thiên năm 1931 và cuộc xâm lược Mãn Châu của Nhật Bản sau đó, người Nhật tuyên bố Nội Mãn Châu là một "quốc gia độc lập", và chỉ định hoàng đế nhà Thanh bị phế truất là Phổ Nghi làm hoàng đế bù nhìn của Mãn Châu Quốc. Dưới sự kiểm soát của Nhật Bản, Mãn Châu là một trong những khu vực được quản lý tàn bạo nhất trên thế giới, với một chiến dịch khủng bố và đe dọa có hệ thống đối với người dân địa phương người Nga và Trung Quốc bao gồm bắt giữ, bạo loạn có tổ chức và các hình thức khuất phục khác. Manchukuo được Nhật Bản sử dụng làm căn cứ để xâm chiếm phần còn lại của Trung Quốc.

Sau vụ đánh bom nguyên tử ở thành phố Hiroshima, Nhật Bản năm 1945, Liên Xô đã xâm chiếm từ Ngoại Mãn Châu thuộc Liên Xô như một phần trong tuyên bố chiến tranh chống Nhật Bản. Ngay sau đó, Đảng Cộng sản Trung Quốc và Trung Quốc Quốc dân Đảng bắt đầu tranh giành để kiểm soát Mãn Châu. Những người Cộng sản đã giành chiến thắng trong Chiến dịch Liêu Thẩm và kiểm soát hoàn toàn Mãn Châu. Với sự khuyến khích của Liên Xô, Mãn Châu sau đó đóng vai trò hậu phương quan trọng cho Đảng Cộng sản Trung Quốc trong cuộc Nội chiến Trung Quốc, dẫn đến chiến thắng vào năm 1949. Sự mơ hồ trong các hiệp ước nhượng lại Ngoại Mãn Châu cho Nga dẫn đến tranh chấp về chính trị tình trạng của một số đảo. Điều này dẫn đến xung đột vũ trang năm 1969, được gọi là Xung đột biên giới Trung-Xô, dẫn đến một thỏa thuận. Năm 2004, Nga đã đồng ý nhượng lại đảo Ngân Long và một nửa đảo Hắc Hạt Tử sang Trung Quốc, chấm dứt tranh chấp biên giới kéo dài.

### Trích dẫn
1. 1 2  Alexander, Hosie (1910). Manchuria; its people, resources and recent history (bằng tiếng Anh). Boston: J. B. Millet.
2. ↑  Byington, Mark E. (2016). The Ancient State of Puyŏ in Northeast Asia: Archaeology and Historical Memory. Cambridge (Massachusetts) and London: Harvard University Asia Center. tr. 11, 13. ISBN 978-0-674-73719-8.
3. ↑  Tamang, Jyoti Prakash (ngày 5 tháng 8 năm 2016). Ethnic Fermented Foods and Alcoholic Beverages of Asia (bằng tiếng Anh). Springer. ISBN 9788132228004.
4. ↑  Son, Chang-Hee (2000). Haan (han, Han) of Minjung Theology and Han (han, Han) of Han Philosophy: In the Paradigm of Process Philisophy and Metaphysics of Relatedness (bằng tiếng Anh). University Press of America. ISBN 9780761818601.
5. ↑  Xu, Stella (ngày 12 tháng 5 năm 2016). Reconstructing Ancient Korean History: The Formation of Korean-ness in the Shadow of History (bằng tiếng Anh). Lexington Books. ISBN 9781498521451.
6. ↑  Kallie, Szczepanski. "A Brief History of Manchuria". ThoughtCo.
7. ↑  Lattimore, Owen (1934). "The Mongols of Manchuria". Journal of the Royal Asiatic Society (bằng tiếng Anh). Quyển 68 số 4. George Allen and Unwin, Ltd. tr. 714–715. doi:10.1017/S0035869X00085245.
8. ↑  "Manchuria". Encyclopædia Britannica. Encyclopædia Britannica Online. Encyclopædia Britannica Inc., 2012. Web. 17 Jun. 2012
9. ↑  Michael, Meyer (ngày 9 tháng 2 năm 2016). In Manchuria: A Village Called Wasteland and the Transformation of Rural China (bằng tiếng Anh). Bloomsbury Press; Reprint edition. ISBN 9781620402887. Bản gốc lưu trữ ngày 13 tháng 5 năm 2022. Truy cập ngày 17 tháng 3 năm 2020.
10. ↑  Brummitt, R.K. (2001). World Geographical Scheme for Recording Plant Distributions: Edition 2 (PDF). International Working Group on Taxonomic Databases For Plant Sciences (TDWG). tr. 12. Truy cập ngày 27 tháng 11 năm 2006.
11. ↑  This is the sense used, e.g., in the World Geographical Scheme for Recording Plant Distributions.[10]
12. ↑  Sino-Russian Treaty of Friendship (2001), Article 6.
13. ↑  Complementary Agreement between the People's Republic of China and the Russian Federation on the Eastern Section of the China-Russia Boundary (2004).
14. ↑  EB (1911).
15. ↑  E.g. Proceedings of the Royal Geographical Society, Volumes 11–12, 1867, p. 162
16. 1 2  ed. Wolff & Steinberg 2007, p. 514.
17. 1 2 3  Clausen 1995, p. 7.
18. ↑  Giles 1912, tr. 8.
19. ↑  Pozzi 2006, tr. 159.
20. ↑  Pozzi 2006, tr. 167.
21. ↑  Elliot 2000, p. 626.
22. ↑  Elliot 2000, p. 628.
23. ↑  ed. Edgington 2003, p. 114.
24. ↑  McCormack 1977, p. 4.
25. ↑  Pʻan 1938, p. 8.
26. ↑  Smith 2012, p. 219.
27. ↑  Tamanoi 2000, p. 249.
28. ↑  Garcia 2012 Lưu trữ ngày 11 tháng 9 năm 2014 tại Wayback Machine, p. 15.
29. ↑  "Mantchourie" appearing among the name of Jesuit missionary districts in China, with 10,000 Christians, in: Annales de l'Oeuvre de la Sainte Enfance, quyển 18, 1800, tr. 161
30. ↑  "Les provinces tributaires du nord ou la Mantchourie, la Mongolie, la Kalmouquie, le Sifan, la Petit Bucharie, et autres pays vulgairement compris sous la fausse dénomination de TARTARIE", in: Mentelle, Edme; Brun, Malte (1804), Géographie mathématique, physique & politique de toutes les parties du monde, quyển 12, H. Tardieu, tr. 144
31. ↑  Tamanoi, Mariko (2009). Memory Maps: The State and Manchuria in Postwar Japan. University of Hawaii Press. tr. 10.
32. ↑  Nishimura, Hirokazu; Kuroda, Susumu (2009). A Lost Mathematician, Takeo Nakasawa: The Forgotten Father of Matroid Theory. Springer. tr. 15.
33. ↑  Philippe Forêt (tháng 1 năm 2000). Mapping Chengde: The Qing Landscape Enterprise. University of Hawaii Press. tr. 16–. ISBN 978-0-8248-2293-4.
34. ↑  Oriental Affairs: A Monthly Review. 1935. tr. 189.
35. ↑  Crossley 1999, p. 55.
36. ↑  Bogatikov, Oleg Alekseevich (2000); Magmatism and Geodynamics: Terrestrial Magmatism throughout the Earth's History; pp. 150–151. ISBN 90-5699-168-X
37. ↑  Kropotkin, Prince P.; "Geology and Geo-Botany of Asia"; in Popular Science, May 1904; pp. 68–69
38. ↑  Juo, A. S. R. and Franzlübbers, Kathrin Tropical Soils: Properties and Management for Sustainable Agriculture; pp. 118–119; ISBN 0-19-511598-8
39. ↑  "Average Annual Precipitation in China". Bản gốc lưu trữ ngày 2 tháng 6 năm 2010. Truy cập ngày 18 tháng 5 năm 2010.
40. ↑  Kaisha, Tesudo Kabushiki and Manshi, Minami; Manchuria: Land of Opportunities; pp. 1–2. ISBN 1-110-97760-3
41. ↑  Climate data for Manchuria, Australian Geographer, Volume 4, 1943 - Issue 6, B. Burgoyne Chapman M.A. (Syd., Camb., and Columbia), F.R.G.S., Pages 175-179
42. ↑  Kaisha and Manshi; Manchuria; pp. 1–2
43. ↑  Earth History 2001 Lưu trữ ngày 25 tháng 4 năm 2005 tại Wayback Machine (page 15)
44. ↑  The Cambridge History of China, Vol. 03: "Sui and T'ang China, 589–906, Part 1," at 32, 33.
45. 1 2  Vovin, Alexander (2013). "From Koguryo to Tamna: Slowly riding to the South with speakers of Proto-Korean". Korean Linguistics. 15 (2): 222–240.
46. ↑  Janhunen, Juha (2010). "RReconstructing the Language Map of Prehistorical Northeast Asia". Studia Orientalia. Số 108. ... there are strong indications that the neighbouring Baekje state (in the southwest) was predominantly Japonic-speaking until it was linguistically Koreanized.
47. ↑  Whitman, John (ngày 1 tháng 12 năm 2011). "Northeast Asian Linguistic Ecology and the Advent of Rice Agriculture in Korea and Japan". Rice (bằng tiếng Anh). Quyển 4 số 3. tr. 149–158. doi:10.1007/s12284-011-9080-0. ISSN 1939-8433.
48. ↑  Ruins of Identity: Ethnogenesis in the Japanese Islands By Mark Hudson
49. ↑  Ledyard, 1983, 323
50. ↑  Patricia Ann Berger – Empire of emptiness: Buddhist art and political authority in Qing China, p.25
51. ↑  Crossley, Pamela Kyle (2002). A Translucent Mirror: History and Identity in Qing Imperial Ideology . University of California Press. tr. 196. ISBN 978-0520234246.
52. ↑  Forsyth 1994, p. 214.
53. ↑  "5 Of The 10 Deadliest Wars Began In China". Business Insider. ngày 6 tháng 10 năm 2014.
54. ↑  Elliott, Mark C. "The Limits of Tartary: Manchuria in Imperial and National Geographies." Journal of Asian Studies 59, no. 3 (2000): 603–46.
55. ↑  Hauer 2007, p. 117.
56. ↑  Dvořák 1895, p. 80.
57. ↑  Wu 1995, p. 102.
58. ↑  Zhao 2006, pp. 4, 7, 8, 9, 10, 12, 13, 14.
59. ↑  Richards 2003, p. 141.
60. ↑  Reardon-Anderson 2000, p. 504.
61. ↑  Reardon-Anderson 2000, p. 505.
62. ↑  Reardon-Anderson, James (2000). "Land Use and Society in Manchuria and Inner Mongolia During the Qing Dynasty". Environmental History. Quyển 5 số 4. tr. 503–509. doi:10.2307/3985584. JSTOR 3985584.
63. ↑  Scharping 1998, p. 18.
64. ↑  Richards, John F. (2003), The Unending Frontier: An Environmental History of the Early Modern World, University of California Press, tr. 141, ISBN 978-0-520-23075-0
65. ↑  Reardon-Anderson 2000, p. 507.
66. ↑  Reardon-Anderson 2000, p. 508.
67. ↑  Reardon-Anderson 2000, p. 509.
68. ↑  Richards, John F. (2003). The Unending Frontier: An Environmental History of the Early Modern World. University of California Press. tr. 538. ISBN 0520939352.
69. ↑  Bisher 2006, p. 6.
70. ↑  "The Amur's siren song". The Economist . ngày 17 tháng 12 năm 2009. Truy cập ngày 15 tháng 8 năm 2014.
71. ↑  Stephan 1996, p. 64.
72. ↑  Forsyth 1994, p. 104.
73. ↑  Kang 2013 Lưu trữ ngày 23 tháng 5 năm 2014 tại Wayback Machine, p. 1.
74. ↑  Kim 2012/2013, p. 169.
75. ↑  "Memories of Dr. Wu Lien-teh, plague fighter". Yu-lin Wu (1995). World Scientific. p.68. ISBN 981-02-2287-4
76. ↑  Edward Behr, The Last Emperor, 1987, p. 202
77. ↑  Rhoads 2011, p. 263.
78. ↑  Lattimore 1933, p. 272.
79. ↑  Edward Behr, ibid, p. 168
80. ↑  Edward Behr, ibid, p. 202

### Thư viện
- Bisher, Jamie (2006). White Terror: Cossack Warlords of the Trans-Siberian. Routledge. ISBN 1135765960. Truy cập ngày 24 tháng 4 năm 2014.
- Clausen, Søren (1995). The Making of a Chinese City: History and Historiography in Harbin. Contributor: Stig Thøgersen . M.E. Sharpe. ISBN 1563244764. Truy cập ngày 10 tháng 3 năm 2014.
- Crossley, Pamela Kyle (1999). A Translucent Mirror: History and Identity in Qing Imperial Ideology. University of California Press. ISBN 0520928849. Truy cập ngày 10 tháng 3 năm 2014.
- Douglas, Robert Kennaway (1911), "Manchuria", Encyclopaedia Britannica, quyển Vol. XVII (ấn bản thứ 11), New York: Encyclopaedia Britannica.
- Dvořák, Rudolf (1895). Chinas religionen... Quyển 12, Volume 15 of Darstellungen aus dem Gebiete der nichtchristlichen Religionsgeschichte . Aschendorff (Druck und Verlag der Aschendorffschen Buchhandlung). ISBN 0199792054. Truy cập ngày 10 tháng 3 năm 2014.
- Elliott, Mark C. (tháng 8 năm 2000). "The Limits of Tartary: Manchuria in Imperial and National Geographies" (PDF). The Journal of Asian Studies. Quyển 59 số 3. Association for Asian Studies. tr. 603–646. doi:10.2307/2658945. JSTOR 2658945. Lưu trữ (PDF) bản gốc ngày 17 tháng 12 năm 2016. Truy cập ngày 17 tháng 12 năm 2016.
- Elliott, Mark C. "The Limits of Tartary: Manchuria in Imperial and National Geographies." Journal of Asian Studies 59, no. 3 (2000): 603–46.
- Forsyth, James (1994). A History of the Peoples of Siberia: Russia's North Asian Colony 1581–1990 . Cambridge University Press. ISBN 0521477719. Truy cập ngày 24 tháng 4 năm 2014.
- Gamsa, Mark, "Manchuria: A Concise History", Bloomsbury Academic, 2020.
- Garcia, Chad D. (2012). Horsemen from the Edge of Empire: The Rise of the Jurchen Coalition (PDF) (A dissertation submitted in partial fulfillment of the requirements for the degree of Doctor of Philosophy). University of Washington. tr. 1–315. Bản gốc (PDF) lưu trữ ngày 11 tháng 9 năm 2014. Truy cập ngày 6 tháng 9 năm 2014. Lưu trữ ngày 11 tháng 9 năm 2014 tại Wayback Machine
- Giles, Herbert A. (1912). China and the Manchus. (Cambridge: at the University Press) (New York: G. P. Putnam's Sons). Truy cập ngày 31 tháng 1 năm 2014.
- Hata, Ikuhiro. "Continental Expansion: 1905–1941". In The Cambridge History of Japan. Vol. 6. Cambridge University Press. 1988.
- Hauer, Erich (2007). Corff, Oliver (biên tập). Handwörterbuch der Mandschusprache. Quyển 12, Volume 15 of Darstellungen aus dem Gebiete der nichtchristlichen Religionsgeschichte . Otto Harrassowitz Verlag. ISBN 978-3447055284. Truy cập ngày 10 tháng 3 năm 2014.
- Jones, Francis Clifford, Manchuria Since 1931, London, Royal Institute of International Affairs, 1949
- KANG, HYEOKHWEON. Shiau, Jeffrey (biên tập). "Big Heads and Buddhist Demons:The Korean Military Revolution and Northern Expeditions of 1654 and 1658" (PDF). Emory Endeavors in World History. Quyển 4: Transnational Encounters in Asia (ấn bản thứ 2013). tr. 1–22. Bản gốc (PDF) lưu trữ ngày 15 tháng 1 năm 2014. Truy cập ngày 10 tháng 3 năm 2014.
- Kim 金, Loretta E. 由美 (2012–2013). "Saints for Shamans? Culture, Religion and Borderland Politics in Amuria from the Seventeenth to Nineteenth Centuries". Central Asiatic Journal. Quyển 56. Harrassowitz Verlag. tr. 169–202. JSTOR 10.13173/centasiaj.56.2013.0169.
- Kwong, Chi Man. War and Geopolitics in Interwar Manchuria (2017).
- Lattimore, Owen (Jul–Sep 1933). "Wulakai Tales from Manchuria". The Journal of American Folklore. Quyển 46 số 181. American Folklore Society. tr. 272–286. doi:10.2307/535718. JSTOR 535718.
- McCormack, Gavan (1977). Chang Tso-lin in Northeast China, 1911–1928: China, Japan, and the Manchurian Idea . Stanford University Press. ISBN 0804709459. Truy cập ngày 10 tháng 3 năm 2014.
- Masafumi, Asada. "The China-Russia-Japan Military Balance in Manchuria, 1906–1918." Modern Asian Studies 44.6 (2010): 1283–1311.
- Nish, Ian. The History of Manchuria, 1840-1948: A Sino-Russo-Japanese Triangle (2016)
- Pʻan, Chao-ying (1938). American Diplomacy Concerning Manchuria. The Catholic University of America. Truy cập ngày 10 tháng 3 năm 2014.
- Pozzi, Alessandra; Janhunen, Juha Antero; Weiers, Michael, biên tập (2006). Tumen Jalafun Jecen Akū Manchu Studies in Honour of Giovanni Stary. Quyển 20 of Tunguso Sibirica. Contributor: Giovanni Stary. Otto Harrassowitz Verlag. ISBN 344705378X. Truy cập ngày 1 tháng 4 năm 2013.
- Reardon-Anderson, James (tháng 10 năm 2000). "Land Use and Society in Manchuria and Inner Mongolia during the Qing Dynasty". Environmental History. Quyển 5 số 4. Forest History Society and American Society for Environmental History. tr. 503–530. doi:10.2307/3985584. JSTOR 3985584.
- Rhoads, Edward J. M. (2011). Manchus and Han: Ethnic Relations and Political Power in Late Qing and Early Republican China, 1861–1928. University of Washington Press. ISBN 978-0295804125. Truy cập ngày 10 tháng 3 năm 2014.
- Scharping, Thomas (1998). "Minorities, Majorities and National Expansion: The History and Politics of Population Development in Manchuria 1610–1993" (PDF). Cologne China Studies Online – Working Papers on Chinese Politics, Economy and Society (Kölner China-Studien Online – Arbeitspapiere zu Politik, Wirtschaft und Gesellschaft Chinas). Số 1. Modern China Studies, Chair for Politics, Economy and Society of Modern China, at the University of Cologne. Truy cập ngày 14 tháng 8 năm 2014.
- Tamanoi, Mariko Asano. Crossed Histories: Manchuria in the Age of Empire (2005)
- Sewell, Bill (2003). Edgington, David W. (biên tập). Japan at the Millennium: Joining Past and Future . UBC Press. ISBN 0774808993. Truy cập ngày 10 tháng 3 năm 2014.
- Smith, Norman (2012). Intoxicating Manchuria: Alcohol, Opium, and Culture in China's Northeast. Contemporary Chinese Studies Series . UBC Press. ISBN 978-0774824316. Truy cập ngày 10 tháng 3 năm 2014.
- Stephan, John J. (1996). The Russian Far East: A History . Stanford University Press. ISBN 0804727015. Truy cập ngày 24 tháng 4 năm 2014.
- Tamanoi, Mariko Asano (tháng 5 năm 2000). "Knowledge, Power, and Racial Classification: The "Japanese" in "Manchuria"". The Journal of Asian Studies. Quyển 59 số 2. Association for Asian Studies. tr. 248–276. doi:10.2307/2658656. JSTOR 2658656.
- Tao, Jing-shen, The Jurchen in Twelfth-Century China. University of Washington Press, 1976, ISBN 0-295-95514-7.
- KISHI Toshihiko, MATSUSHIGE Mitsuhiro and MATSUMURA Fuminori eds, 20 Seiki Manshu Rekishi Jiten [Encyclopedia of 20th Century Manchuria History], Tokyo: Yoshikawa Kobunkan, 2012, ISBN 978-4642014694
- Wu, Shuhui (1995). Die Eroberung von Qinghai unter Berücksichtigung von Tibet und Khams 1717 – 1727: anhand der Throneingaben des Grossfeldherrn Nian Gengyao. Quyển 2 of Tunguso Sibirica . Otto Harrassowitz Verlag. ISBN 3447037563. Truy cập ngày 10 tháng 3 năm 2014.
- Wolff, David; Steinberg, John W., biên tập (2007). The Russo-Japanese War in Global Perspective: World War Zero, Volume 2. Quyển 2 of The Russo-Japanese War in Global Perspective . BRILL. ISBN 978-9004154162. Truy cập ngày 1 tháng 4 năm 2013.
- Zhao, Gang (tháng 1 năm 2006). "Reinventing China Imperial Qing Ideology and the Rise of Modern Chinese National Identity in the Early Twentieth Century" (PDF). Modern China. Quyển 32 số 1. Sage Publications. tr. 3–30. doi:10.1177/0097700405282349. JSTOR 20062627. Bản gốc lưu trữ ngày 25 tháng 3 năm 2014.